# Riki Harakawa
Riki Harakawa (jap. 原川 力 Harakawa Riki; ur. 18 sierpnia 1993) – japoński piłkarz. Obecnie występuje w Sagan Tosu.

## Kariera klubowa
Od 2012 roku występował w klubach Kyoto Sanga FC, Ehime FC, Kawasaki Frontale i Sagan Tosu.

## Kariera reprezentacyjna
Został powołany do kadry na Igrzyska Olimpijskie w 2016 roku.